# HD 209458
HD 209458은 페가수스자리에 있는 겉보기 등급 +8의 항성이다. 이 별은 우리 태양과 매우 비슷하며, 황색 왜성으로 분류할 수 있다.(분광형은 G0으로 우리 태양에 비해 표면 온도가 약간 더 뜨겁다) 지구에서 약 150광년 떨어져 있기 때문에 이 별은 맨눈으로 볼 수는 없다. 성능이 좋은 쌍안경이나 작은 망원경을 이용하면 쉽게 관찰할 수 있다.
1999년 두 팀이 각각 도플러 효과를 이용하여 이 별 주위를 돌고 있는 외계 행성을 발견했다. 첫 번째 팀은 스위스 제네바 천문대에 있는 하버스-스미소니언 천체물리학 센터 및 와이즈 천문대의 연구원들이었으며, 두 번째 팀은 캘리포니아-카네기 행성탐사팀이었다. 행성은 HD 209458b로 명명되었다. 외계 행성의 발견 후 얼마 지나지 않아 데이비드 차보노와 그레고리 W. 헨리는 이 행성이 어머니 항성 HD 209458의 원반 위를 지나가는 통과 현상을 일으키는 것을 알아냈다. 이 행성은 통과 현상을 일으키는 최초의 외계 행성으로 기록되었다.
행성의 공전 주기는 3.5일로, 이 때문에 HD 209458의 밝기는 3.5일 주기로 2퍼센트가 감소한다. 스스로의 물리적 특성 때문이 아니라 자신이 거느리는 행성 때문에 밝기가 다르게 측정되기 때문에, HD 209458은 외인성 변광성으로 분류된다. 변광성 기호로 표시한 HD 209458은 페가수스자리 V376이다. 이 별은 페가수스자리 V376 변광성의 원형으로, 이 타입에 속하는 항성들은 지구에서 바라보았을 때 그 표면 위를 행성이 지나가서 밝기가 감소하는 것들이다.

## 행성계
HD 209458b는 모항성 HD 209458의 주위를 가까이서 공전하는 뜨거운 목성이다. 이 가스 행성은 분광학적 관측법을 통해 1999년 11월 5일 발견되었다. 현 시점에서 이 행성의 대기에 수증기가 있다는 사실이 밝혀지면서 대중적으로 많은 관심을 받고 있기도 하다. 이 행성의 발견으로 다른 항성들의 주위를 돌고 있을지도 모르는 행성들을 통과 현상을 이용하여 찾게 되었다. 다만, 이 방법은 행성이 항성과 지구 관측자의 시선 사이를 통과할 때만 가능하다.
미국 애리조나주 로웰 천문대의 트레비스 바먼은 이 행성의 스펙트럼을 분석했는데, 상층 대기에서 수증기를 발견했다. 이전 L. J. 리차드슨의 연구에서는 이 별의 상층 대기는 대부분 규산염의 구름으로 이루어져 있다고 추측했었다.
| 동반 천체 (가까운 순서) | 질량 (MJ)   | 공전 주기 (일)          | 공전궤도 반지름 (AU) | 이심률 |
| ----------------------- | ----------- | ----------------------- | -------------------- | ------ |
| b                       | 0.69 ± 0.05 | 3.52474541 ± 0.00000025 | 0.045                | 0.00   |